# 那刚口岸
21°46′39″N 107°07′33″E / 21.777388°N 107.125879°E
那刚口岸，是越南諒山省禄平县三叉社那刚村的一个边境口岸。该口岸与中华人民共和国广西壮族自治区宁明县爱店镇那党村旺英屯的旺英边民互市贸易点相接。